# Basis Nord
Basis Nord (lit. Baza Północna) – baza morska Kriegsmarine z okresu II wojny światowej na terenie ZSRR. 
7 października 1939 roku w zamian za pomoc technologiczną Związek Radziecki zaoferował Niemcom do zagospodarowania pod przyszłą bazę tereny fiordu Zapadnaja Lica na Półwyspie Kolskim. Baza ta działała od 1939 do 1940, gdy po udanej inwazji na Norwegię straciła na znaczeniu dla Niemców. Jej istnienie było utrzymywane w ścisłej tajemnicy, także po zakończeniu wojny, gdyż ZSRR nie chciało przyznać się do tak bliskiej współpracy z Niemcami.

## Negocjacje
ZSRR na mocy paktu Ribbentrop-Mołotow nawiązał współpracę militarną z III Rzeszą. W dniach od 8 września do 10 września 1939 prowadzone były rozmowy pomiędzy attaché Kriegsmarine von Baumbachem a radzieckim ministrem spraw zagranicznych Wiaczesławem Mołotowem dotyczące m.in. założenia tajnej bazy dla okrętów wojennych Niemiec nad Morzem Barentsa. Ostatecznie, strona radziecka zaproponowała do tego celu fiord o nazwie Zapadnaja Lica. 10 października 1939 na konferencji w Berlinie postanowiono, że niemieckie okręty będą zaopatrywane również w radzieckich portach, a amunicja ma być tam dowożona drogą lądową. W połowie października tegoż roku komisarz ludowy Anastas Mikojan zezwolił na przejście niemieckich okrętów warsztatowych, zaopatrzeniowych oraz holowników do Zatoki Zapadnaja Lica przez Kanał Białomorsko-Bałtycki.

## Operacja
Nowo powstała baza otrzymała nazwę nadaną przez admirała Ericha Raedera – Baza Północna. 1 grudnia 1939 Józef Stalin zaproponował Niemcom wykorzystanie Bazy Północnej do zaopatrywania krążownika – rajdera "Admiral Hipper" podczas planowanej przez Kriegsmarine akcji przeciwko brytyjskiej żegludze. Jednakże dowództwo niemieckiej marynarki zrezygnowało z radzieckiej oferty. Również tego dnia dotarły do tej bazy: okręt meteorologiczny "Sachsenwald", okręt mieszkalny "Cordillera" oraz tankowiec jednocześnie okręt-baza wielorybnicza "Jan Wellem". Zaopatrywanie okrętów podwodnych trwało od tego momentu bez problemu według grafików opracowanych dla strony radzieckiej przez Karla Dönitza. W ramach przygotowywanej operacji Weserübung postanowiono wykorzystać tę bazę do inwazji na Norwegię. 
6 kwietnia 1940 o godzinie 22:00 wyszedł z niej "Jan Wellem" i jako jedyny statek zaopatrzeniowy dotarł do Narwiku, istotnie przyczyniając się do niemieckiego sukcesu podczas bitwy o to miasto. Po zajęciu Norwegii dalsze utrzymywanie Nordflottenstützpunkt nie było już potrzebne. We wrześniu 1940 admirał Raeder wysłał telegram do szefa sztabu radzieckiej marynarki wojennej z podziękowaniem za udzieloną pomoc. Nord Basis przestała istnieć.